# Čarobnjak: Tajne besmrtnog Nicholasa Flamela
Čarobnjak: Tajne besmrtnog Nicholasa Flamela (poznatiji samo kao Čarobnjak) drugi je dio šestodijelnog serijala fantastičnih romana Tajne besmrtnog Nicholasa Flamela irskog književnika Michaela Scotta. U Sjedinjenim Američkim Državama i Ujedinjenom Kraljevstvu objavljen je u lipnju 2008., a u Hrvatskoj u rujnu 2010. Roman je bio nominiran za nagradu Irish Book of the Year.

## Naslov
Naslov "Čarobnjak" odnosi se na zlikovca Johna Deeja, koji služi mračnim starijima i radi na tome da ponovno ovladaju svijetom.

## Sažetak
Sophie i Josh Newman, petnaestogodišnji blizanci, nalaze se u Parizu s alkemičarem Nicholasom Flamelom i njegovom prijateljicom Scathach. Ovog su puta suočeni s Niccolòm Machiavellijem i njegovim kolegom Johnom Deejem, a obojica rade za mračne starije. Machiavelli planira uhvatiti blizance i Flamela s dvjema nedostajućim stranicama Kodeksa iliti Knjige Abrahama Židova prije nego što Dee stigne u Francusku iz San Francisca. Blizanci potraže Nicholasova prijatelja i učenika Comtea de Saint-Germaina, koji Sophie pouči kako se služiti vatrenom magijom. Njegova supruga Ivana Orleanska nauči Sophie kako kontrolirati auru i odijeliti svoja sjećanja od sjećanja Vještice iz Endora. Nicholas daruje Joshu legendarni kameni mač Clarent, mač koji je Excaliburov parnjak. Clarent je drevni vatreni mač. Josh, Joan i Scathach suoče se s trima disama, poznatijim kao valkire. Dise su stare Scathachine neprijateljice i sa sobom dovode Nidhogga, tzv. žderača trupala; riječ je o divljem čudovištu koje je nekoć prebivalo u Yggdrasillovu korijenju, ali je oslobođeno nakon što je Dee uništio Yggdrasill. Nidhogg napadne Scathach, ali je ne uspije ubiti. Međutim, uhvati je svojim kandžama, ali pobjegne s njom kad ga Josh rani Clarentom. U međuvremenu se Nicholasova supruga Perenelle Flamel, koju je oteo Dee, nalazi na Alcatrazu kao zatvorenica.
Dok se Josh bori protiv Nidhogga, Ivana Orleanska i Sophie bore se protiv dviju disa. Nakon duge bitke Sophie uspije zamrznuti dise u ledenu gromadu. Zajedno se dadnu u potjeru za Nidhoggom. Dok Nidhogg bježi, Dee, Machiavelli i Dagon (Machiavellijev pomoćnik), promatrajući situaciju, žale zbog toga što su dise podbacile. Machiavelli tad dopusti Dagonu da slijedi Nidhogga i ubije Scathach ako to samoj zvjeri ne pođe za rukom. Čudovište pobjegne jureći pariškim ulicama i za sobom ostavlja trag uništenja. Slijede ga jedna disa i Josh (koji i dalje pokušava spasiti Scathach). Stignu na obalu rijeke Seine; Josh uz Deejevu pomoć uspije usporiti dise i pobjeći. Potom otiđe s Deejem i Machiavellijem. Sophie, Ivana i Nicholas stignu te poraze dise i Nidhogga. Grupa počne razgovarati sa Scathach, ali Dagon odjednom iskoči iz rijeke i povuče je za sobom. To je njezino posljednje pojavljivanje u knjizi.
Na Alcatrazu Perenelle pomaže duh Juana Manuela de Ayale, španjolskog moreplovca. Dok istražuje Alcatraz, otkriva drevna čudovišta u ćelijama. Napadne je Morrigan jer joj je Dee naredio da je ubije. Pod zemljom Perenelle sretne Areop-Enap, paučicu starijeg roda. Starija joj objasni da je Dee nije mogao ubiti jer bi u tom slučaju intervenirali ostali pripadnici starijeg roda. Njih dvije zajedno uspiju onesposobe Morrigan i njezine tisuće vrana.
Sophie, Ivana i Nicholas dadnu se u potragu za Joshom i uz pomoć Sophiejine aure uspiju pronaći Deeja i njegove kompanjone u pariškim katakombama. Ondje Mars Ultor osposobi Josha za čarobiranje i podari mu poseban "dar" (kao što je i Sophie primila dar Vještice iz Endora): Josh sad posjeduje Marsovo vojno znanje. Kad Sophie, Josh i ostali pobjegnu iz katakombi, Dee i Machiavelli pokrenu zamku: ožive pariške vodorige i kipove te ih puste u napad. Josh, Sophie, Saint-Germain i Ivana Orleanska zajedničkim snagama unište te kipove. Flamel i blizanci pobjegnu vlakom prema Londonu. Perenelle je i dalje zatočena na Alcatrazu i boji se da će je ponovno uhvatiti.

## Novi likovi u serijalu
- Niccolò Machiavelli – talijanski besmrtnik koji se uz Deeja pokušava domoći preostalih stranica Kodeksa. Šef je francuske tajne službe i opisan je kao beskrajno lukaviji i opasniji od Deeja. Njegova je aura sivo-bijela i miriši po zmijama.
- Comte de Saint-Germain – bivši učenik Nicholasa Flamela. Također je besmrtnik. Majstor je vatrene magije i poučio je Sophie kako se služiti tim oblikom magije. Poznat je i kao rock-zvijezda. Njegova je aura crvena i miriše na spaljeno lišće. U ovom je serijalu oženjen besmrtnicom Ivanom Orleanskom.
- Ivana Orleanska – Djevica Orleanska iliti Jeanne d'Arc. Sprijateljila se sa Scathach nakon što ju je ona izbavila od smrti tijekom "smaknuća". Ivana je postala besmrtna nakon što joj je Scathach donirala krv. Scathach ju je također poučila borbi. Ivana je pokazala Sophie kako odvojiti svoja sjećanja od sjećanja Vještice iz Endora, ali i kako može oblikovati vlastitu auru. Ivanina je aura potpuno srebrna (kao i Sophiejina) i miriše na lavandu.
- Areop-Enap – paukolika pripadnica starijeg roda. Dee ju je zatočio u dubinama Alcatraza, a potom ju je oslobodila Perenelle.
- Juan Manuel de Ayala – duh španjolskog moreplovca koji je otkrio i imenovao otok Alcatraz i čiji je sad čuvar. Pomogao je Perenelle da pobjegne iz ćelije tako što je udarao vratima i proizvodio razne zvukove, čime je zaokupio pozornost Sfinge, bića sposobna za upijanje aura i zbog kojeg se Perenelle nije mogla poslužiti svojim sposobnostima.
- Dagon – riboliko biće iz vremena prije dolaska starijeg roda. Ostatak njegove vrste zatrla je Scathach. Machiavellijev je sluga i prijatelj. Posljednji je put viđen kad je onesviještenu Scathach iz osvete odvukao u Seinu.
- Mars Ultor – Mars Osvetnik. Živi u pariškim katakombama. Probudio je Josheve čarobne moći i poklonio mu dar. Josh nije svjestan toga što je u pitanju. Marsovu je grimiznu auru ukrutila Vještica iz Endora i sad se ponaša poput kamene ovojnice.
- Nidhogg – poznat i kao "Žderač trupala". Golemo čudovište s neutaživom gladi za mesom. Oslobođeno je iz svojeg zatvora među korijenjem svjetskog drveta Yggdrasilla kad je Dee ubio i Hekatu i drvo. Dok bijesni Parizom, za sobom ostavlja veliku štetu i naposljetku pada u Seinu dok se pokušava izmaknuti Joshevim napadima s čarobnim mačem Clarentom.
- Dise – poznate i kao valkire, Štitonoše i Birateljice palih boraca. Dise čine tri besmrtne ratnice poslane kako bi uhvatile Flamela i njegovu grupu. S Machiavellijem sklapaju dogovor: mogu oteti i ubiti Scathach (svoju smrtnu neprijateljicu) ako je ulove dok Machiavelli i Dee traže Nicholasa Flamela, posljednje stranice Kodeksa i blizance.

## Posebna izdanja i različite naslovnice
Dana 5. kolovoza 2010. Čarobnjak je ponovno objavljen u Ujedinjenom Kraljevstvu, no s drukčijom naslovnicom.
Roman je također objavljen 28. rujna 2010. u SAD-u u posebnom izdanju od tri knjige pod imenom The First Codex ("Prvi kodeks").

## Recenzije
Kirkus Reviews dao je knjizi jednu zvijezdu za "izvanredno postignuće". U recenziji se zaključuje: "Iako Scott pokušava zamutiti granicu između zlikovaca i dobričina i to naposljetku katkad djeluje nategnuto (pogotovo zbog Joshovih tvrdoglavih pretpostavki o Flamelovim motivima iako je cijelo vrijeme suočen s dokazima koji potvrđuju suprotno), čitatelje će preplaviti scenarij koji se pažljivo kreće i pritom za sobom ostavlja širok trag uništenja i otkrivenja koji se pojavljuju u pravom trenutku."
Toby Clements, recenzent Daily Telegrapha, zaključuje da u romanu "Scott savršeno spaja praktičnost modernog svijeta s čarolijom; ovo je divno i upečatljivo napisano djelo koje ne zanemaruje temelje pričanja."
U njemačkim novinama Main-Echo priča romana naziva se "zapanjujućom pustolovinom" koja će očarati svakog neustrašivog čitatelja.